# 원가이닝가우이
원가이닝가우이(Ningaui ridei)는 주머니고양이목 주머니고양이과에 속하는 작은 육식성 유대류로 오스트레일리아의 토착종이다.

## 분류
원가이닝가우이와 필바라닝가우이(N. timealeyi)는 오스트레일리아 생물학자 마이크 아처(Mike Archer)가 1975년에 닝가우이속을 정의할 때 기술했던 2종의 닝가우이이고, 필바라닝가우이는 모식종으로 등재되었다.(남부닝가우이(N. yvonneae)는 1983년에 기술되었다.) 원가이닝가우이는 웨스턴오스트레일리아주 라버튼 근처에서 수집된 아성체 표본을 통해 기술했다. 학명은 오스트레일리아 박물학자 라이드(W. D. L. Ride)의 업적을 기리기 위해 명명되었다.

## 특징
원가이닝가우이의 몸길이는 64mm 정도이고, 꼬리 길이는 65mm, 몸무게는 9.75g이다. 생쥐보다 작기도 하며, 상체는 회색빛이고 아랫쪽은 조금 연한 색을 띤다. 꼬리는 어느 정도 쥐는 힘을 갖고 있으며, 바늘처럼 날카로운 이빨과 긴 주둥이를 갖고 있다. 암컷은 5~7마리의 새끼를 낳고, 번식기는 10월에 시작된다.

## 분포 및 서식지
원가이닝가우이는 주로 오스트레일리아 대륙 안쪽, 스피니펙스속 풀을 가진 사막 또는 초원 그리고 사막떡갈나무, 물가, 오스트레일리아사이프러스파인과 같은 나무들 그리고 건조한 히스 숲등에서 산다. 분포 지역은 웨스턴오스트레일리아주 캘굴리 서부에서 시작하여, 사우스오스트레일리아주 북부를 가로질러 노던 준주 남부와 퀸즐랜드주까지 이어진다.